# 2005 en Italie
Chronologie de l'Italie
- 2001
- 2002
- 2003
- 2004
- 2005
- 2006
- 2007
- 2008
- 2009

2003 par pays en Europe - 2004 par pays en Europe - 2005 par pays en Europe - 2006 par pays en Europe - 2007 par pays en Europe
2003 en Europe - 2004 en Europe - 2005 en Europe - 2006 en Europe - 2007 en Europe

## Événements

### Janvier 2005
- x

### Février 2005
- x

### Mars 2005
- x

### Avril 2005
- 3 et 17 avril : élections régionales dans 14 régions.

### Mai 2005
- x

### Juin 2005
- x

### Juillet 2005
- x

### Août 2005
- x

### Septembre 2005
- x

### Octobre 2005
- 16 octobre : assassinat de Francesco Fortugno, élu de La Margherita (centre-gauche) et vice-président du conseil régional de Calabre, par la 'Ndrangheta.

### Novembre 2005
- x

### Décembre 2005
- x

## Culture

### Cinéma

#### Films italiens sortis en 2005
- 30 septembre : Romanzo criminale, film italien de Michele Placido.
- 16 décembre : Natale a Miami, film italien de Neri Parenti

#### Autres films sortis en Italie en 2005
- x

#### Mostra de Venise
- Lion d'or d'honneur : Hayao Miyazaki, Stefania Sandrelli
- Lion spécial : Isabelle Huppert
- Lion d'or : Brokeback Mountain d'Ang Lee
- Coupe Volpi pour la meilleure interprétation féminine : Giovanna Mezzogiorno pour La Bête dans le cœur (La Bestia nel cuorede) de Cristina Comencini
- Coupe Volpi pour la meilleure interprétation masculine : David Strathairn pour Good Night and Good Luck de George Clooney

### Littérature

#### Livres parus en 2005
- x

#### Prix et récompenses
- Prix Strega : Maurizio Maggiani, Il viaggiatore notturno (Feltrinelli)
- Prix Bagutta : Rosetta Loy, Nero è l'albero dei ricordi, azzurra l'aria, (Einaudi)
- Prix Campiello : Pino Roveredo, Mandami a dire et Antonio Scurati, Il sopravvissuto
- Prix Napoli : Antonio Debenedetti, E fu settembre (Rizzoli)
- Prix Stresa : Maurizio Cucchi - Il male è nelle cose - Mondadori
- Prix Viareggio :
  - Roman : Raffaele La Capria, L'estro quotidiano
  - Essai : Alberto Arbasino, Marescialle e libertini
  - Poésie : Milo De Angelis, Tema dell'addio

## Décès en 2005
- 3 juillet : Alberto Lattuada, 90 ans, réalisateur, scénariste, acteur et producteur italien. (° 13 novembre 1914)
- 15 novembre : Agenore Incrocci (Agilberto Incrocci), 86 ans, scénariste. (° 4 juillet 1919)
- 27 décembre : Giuseppe Patroni Griffi, 84 ans, romancier, dramaturge, scénariste, réalisateur et metteur en scène de théâtre et d'opéra. (° 27 février 1921)

#### Articles sur l'année 2005 en Italie
- Loi électorale italienne de 2005
- Gouvernement Silvio Berlusconi III

#### L'année sportive 2005 en Italie
- Championnats du monde de duathlon longue distance 2005
- Championnats d'Europe de patinage artistique 2005
- Championnat d'Italie de football 2004-2005
- Championnat d'Italie de football 2005-2006
- Coupe d'Italie de football 2004-2005
- Coupe d'Italie de football 2005-2006
- Supercoupe d'Italie de football 2005
- Championnat d'Italie de rugby à XV 2004-2005
- Championnat d'Italie de rugby à XV 2005-2006
- Grand Prix automobile d'Italie 2005
- Milan-San Remo 2005
- Tour d'Italie 2005
- Masters de Rome 2005

#### L'année 2005 dans le reste du monde
- 2005 par pays en Afrique
- 2005 par pays en Amérique, 2005 aux États-Unis
- 2005 par pays en Asie
- 2005 par pays en Europe, 2005 en France, 2005 en Allemagne, 2005 en Belgique, 2005 en Suisse
- 2005 par pays en Océanie
- 2005 par pays au Proche-Orient
- 2005 aux Nations unies